# Große al-Tahira-Kirche

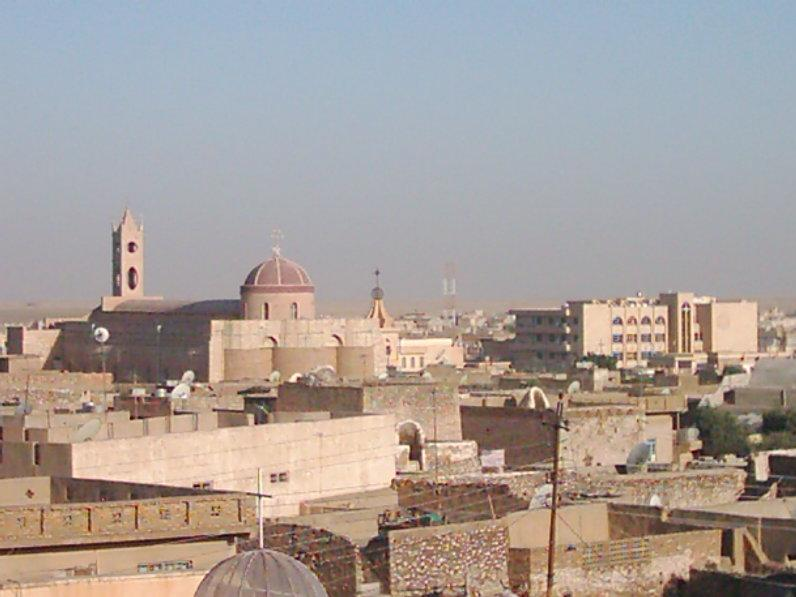
Baghdida mit der Großen al-Tahira-Kirche, März 2009

Die Große al-Tahira-Kirche oder Große Kirche der Unbefleckten Empfängnis (arabisch كنيسة الطاهرة الكبرى, DMG Kanīsat aṭ-Ṭāhira al-kubrā; syrisch ܥܹܕܬܐ ܕܲܒܬܘܼܠܬܐ ܒܓܲܘ ܒܲܟ݂ܕܹܝܕܹܐ; im Gegensatz zur benachbarten kleinen, Alten al-Tahira-Kirche) ist eine Kirche in der großenteils von Christen bewohnten irakischen Stadt Baghdida, die im Jahre 1948 geweiht wurde. Sie ist das größte Gotteshaus der Syrisch-katholischen Kirche weltweit und gilt gleichzeitig als größte Kirche in der Ninive-Ebene und ganz Irak. Nach Verwüstung durch den Daesch (IS) 2014 bis 2016 wurde sie 2020 mit Mitteln von Kirche in Not wieder aufgebaut.

## Standort
Die syrisch-katholische al-Tahira-Kirche steht in der Mitte der Altstadt Baghdidas und kann über eine kleine Straße erreicht werden, die leicht aufwärts zur Kirche führt. Sie liegt etwa 500 m nordnordöstlich der syrisch-orthodoxen Kirche Mart Schmoni, 600 m südlich der modernen syrisch-katholischen Kirche des Heiligen Behnam und seiner Schwester (كنيسة مار بهنام و اخته سارة) und 250 m westnordwestlich der syrisch-katholischen Kirche des Johannes des Täufers. Baghdida – in deutschen Medien oft mit dem nicht offiziellen türkischen Namen Karakoş (Karakosch oder in Anlehnung an die Phonetik im Osmanischen Qaraqoş, „schwarzer Vogel“) bezeichnet – liegt 30 km südöstlich von Mossul und 80 km westlich von Erbil. Vertreter der syrisch-katholischen Kirche wie der Baghdidaer Pfarrer Georges Jahola bevorzugen es, wenn die westlichen Medien nicht den türkischen Namen Qaraqoş, sondern den aramäischen (syrischen und gleichzeitig im Arabischen verwendeten) Namen Baghdida verwenden.

## Geschichte
Der Gebäudekomplex der al-Tahira-Kirche von Baghdida besteht aus einer alten Kirche, die im 13. Jahrhundert entstanden sein soll, und einer neuen. Im 11. und 12. Jahrhundert kamen viele Christen aus Tikrit nach Baghdida, um vor der Zwangskonversion zum Islam zu fliehen. Im Jahre 1743 wurde die alte al-Tahira-Kirche – wie auch die anderen Kirchen von Baghdida – von Truppen des Nader Schah von Persien zerstört, 1745 aber wieder aufgebaut. Im 20. Jahrhundert bestand angesichts der wachsenden Bevölkerung Baghdidas der Bedarf für eine neue syrisch-katholische Kirche. Mit dem Bau der neuen Kirche wurde 1932 begonnen, und 1948 wurde sie konsekriert. Die Kirche wurde mit Spenden von Bewohnern Baghdidas gebaut, die überwiegend in der Landwirtschaft tätig waren. Gleichzeitig kamen über die sechzehnjährige Bauzeit hinweg die Bewohner regelmäßig an der Baustelle zusammen, um mitzuhelfen. Dies hat zu einer besonderen Identifikation der syrisch-katholischen Gemeinde Baghdidas mit ihrer großen Kirche geführt.
Am 6. Oktober 2014 nahmen Einheiten der Terrororganisation Daesch (Islamischer Staat, IS) Baghdida an, weswegen sämtliche Einwohner den Ort verließen. Insgesamt waren es 120.000 Menschen, die aus Mossul und der Ninive-Ebene fliehen mussten, insbesondere nach Ankawa, eine überwiegend christliche Vorstadt der kurdischen Metropole Erbil. Nach Angaben des Baghdidaer syrisch-katholischen Priesters Ammar Yako plünderten die Islamisten die Kirche, steckten sie in Brand und sprengten den Kirchturm. Zu den offenbar erbeuteten Wertgegenständen gehörte ein Kreuz aus reinem Silber mit einer Reliquie Jesu Christi, während Bücher, Handschriften und Gemälde verbrannt wurden. Von 2014 bis 2016 diente das Innere der Kirche als Schießstand, auf dem Daesch-Kämpfer an Schusswaffen ausgebildet wurden. Am 19. Oktober 2016 nahmen die irakischen Streitkräfte Baghdida wieder ein.

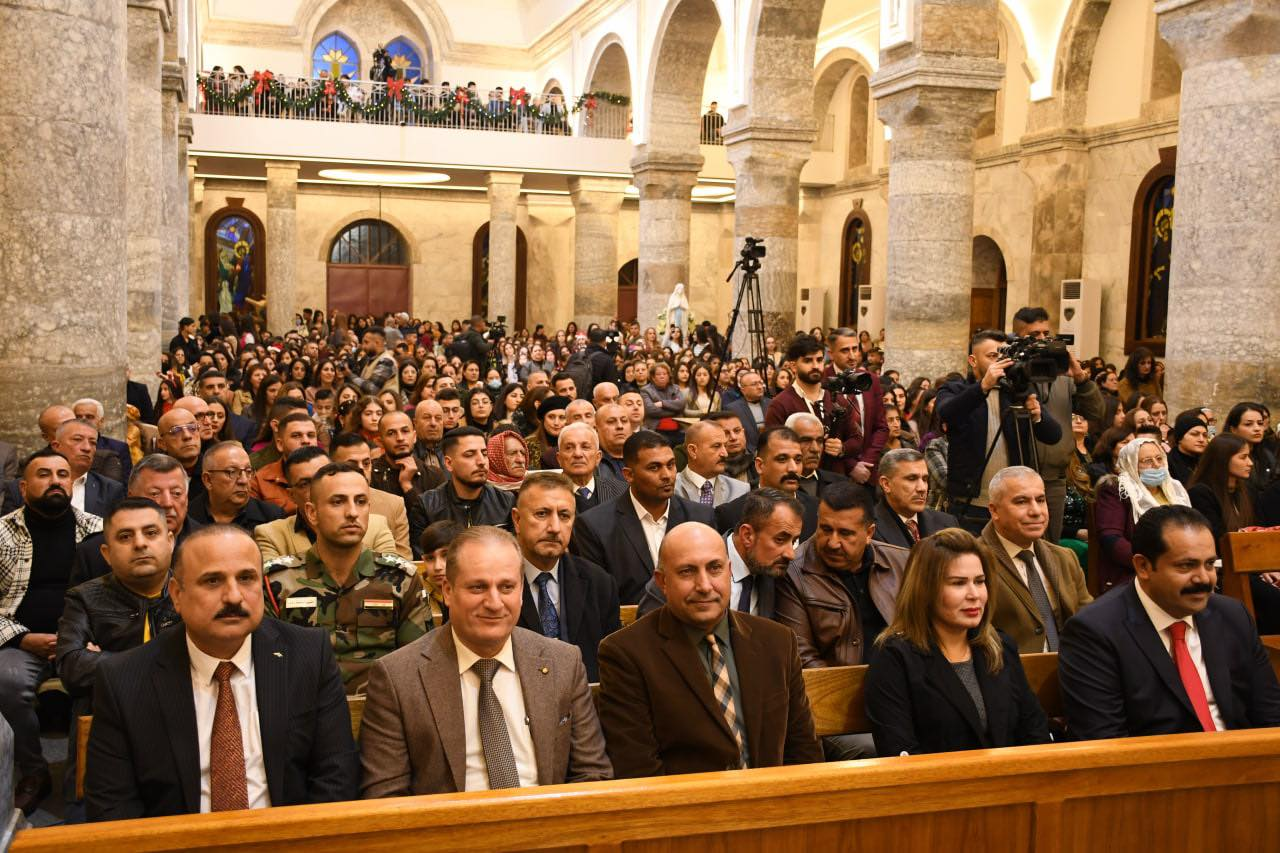
Gottesdienst in der renovierten al-Tahira-Kirche im Februar 2021

Am 30. Oktober 2016 feierten in der rußgeschwärzten Großen Kirche al-Tahira von Baghdida mehrere Dutzend Christen mit dem syrisch-katholischen Bischof von Mossul, Boutros Moshe, die erste Messe nach der Vertreibung der Islamisten. In der beschädigten Kirche fanden nun wieder Gottesdienste statt, doch mussten diese wegen der durch die Brandschatzung rissig gewordenen und damit einsturzgefährdeten Säulen und Gewölbe 2018 beendet werden. Auch im Dezember 2019 war die Kirche noch rußgeschwärzt. Nach den Worten des syrisch-katholischen Pfarrers Georges Jahola war der Wiederaufbau für das Jahr 2020 vorgesehen. Im August 2020 waren diese zunächst in der Sicherung des Daches und der Gewölbe bestehenden Aufbauarbeiten, finanziert vor allem von Kirche in Not, bereits fortgeschritten. Nach Baghdida sind laut Angaben des mit Unterstützung von Kirche in Not gegründeten Wiederaufbaukomitees für die Ninive-Ebene etwa die Hälfte der zuvor über 11.000 christlichen Familien bis August 2020 zurückgekehrt. Nach Einschätzung des Priesters Ammar Yako ermutigt der Wiederaufbau der Großen al-Tahira Kirche diese Christen, in der Heimat zu bleiben. Nach Verzögerungen durch die COVID-19-Pandemie war die Große al-Tahira-Kirche Anfang 2021 renoviert. Am 7. März 2021, als Papst Franziskus als erstes Oberhaupt der römisch-katholischen Kirche in den Irak reiste, besuchte er auch die al-Tahira-Kirche von Baghdida. Dabei übergab er auch ein restauriertes Gebetsbuch aus dem 14./15. Jahrhundert in syrischer Sprache, das in der al-Tahira-Kirche verwahrt worden und bei der Invasion des Daesch beschädigt worden war.

## Architektur
Die Große al-Tahira-Kirche ist 54 m lang und 24 m breit. Damit ist sie die größte Kirche der syrisch-katholischen Kirche überhaupt. Sie kann 3000 Personen aufnehmen und ist damit die größte Kirche nicht nur Baghdidas, sondern ganz Iraks.
Die Große al-Tahira-Kirche ist dreischiffig mit einem großen Hauptschiff, von dessen Decke riesige Leuchter hängen, und zwei Seitenschiffen von etwa einem Drittel der Breite des Hauptschiffes, und insgesamt 22 massive Säulen aus Mossuler Marmor trennen diese voneinander. Der von den Islamisten gesprengte Glockenturm mit quadratischem Querschnitt befand sich über dem Haupteingang an der westlichen Seite der Kirche. Er besaß eine große Glocke und hatte ein Dach mit vier Kreuzen, jeweils an den vier Ecken. Die Kirche war innen weiß gestrichen und wurde durch die Brandschatzung vom Ruß geschwärzt. Der von den Islamisten zerstörte Marmoraltar wurde nach der Vertreibung des Daesch durch einen provisorischen Holzaltar ersetzt. Am Ende des Kirchenschiffs der Großen al-Tahira-Kirche gelangt man rechts in einen größeren Innenhof, auf dem sich Gräber befinden. Dieser diente dem Daesch wie das Innere der Kirche als Schießstand. Um den Hof herum stehen die Gebäude der Pfarrei, auf der linken Seite eine Marienkapelle und gegenüber der Großen Kirche al-Tahira die alte al-Tahira-Kirche aus dem 13. Jahrhundert. Diese kleine Kirche besitzt drei Schiffe und drei Altare.

## Bistum und Bischof
Auf Grund ihrer schieren Größe wird die Große al-Tahira-Kirche in manchen Artikeln als Kathedrale bezeichnet, obwohl sie zur Erzeparchie Mossul mit der 2017 zerstörten al-Tahira-Kathedrale gehört und nie offiziell Bischofssitz war. Allerdings residiert wegen der Zerstörungen in Mossul der Erzbischof Boutros Moshe derzeit in Baghdida.